# Vilters-Wangs
Vilters-Wangs is een gemeente en plaats in het Zwitserse kanton Sankt Gallen, en maakt deel uit van het district Sarganserland.
Vilters-Wangs telt 4053 inwoners.